# Махарадзе, Филипп Иесеевич
Фили́пп Иесеевич Махара́дзе (груз. ფილიპე იესეს ძე მახარაძე; 9 [21] марта 1868, с. Карискуре (ныне — Гонебискари), Озургетский уезд, Кутаисская губерния, Российская империя — 10 декабря 1941, Тбилиси, Грузинская ССР, СССР) — грузинский революционер, советский партийный и государственный деятель. Руководитель Грузинской ССР. Член РСДРП с 1903 года.

## Биография
Отец Филиппа был священником и желал, чтобы сын пошёл по стопам отца. В 1884 году получил образование в Озургетском духовном училище. Позже поступил в Тифлисскую духовную семинарию. Учился также в Варшавском ветеринарном институте, но не окончил его.
После вступления в РСДРП неоднократно был арестован. Один из организаторов Кавказского союза РСДРП. В феврале 1915 года выслан в Бакинскую губернию, бежал в Кутаис, в 1916 году — в Тифлис. В 1917 году работал редактором газеты «Кавказский рабочий» (Тифлис).
С февраля по июль 1921 года — председатель Грузинского Ревкома. Участник Апрельской конференции. 16 февраля 1921 года провозгласил «Грузинскую советскую республику» и обратился с просьбой о военной помощи к правительству РСФСР, что послужило официальным поводом для начала военной операции по свержению правительства Грузинской демократической республики и советизации Грузии.
В 1921—1922 годах — народный комиссар земледелия Грузии. С марта по октябрь 1922 года — председатель ЦИК Грузии. В 1922 году выступил за сохранение автономии Грузии в составе СССР (см. Грузинское дело).
С 1924 года — председатель Госплана ЗСФСР. В 1929—1930 годах — председатель СНК Грузинской ССР. Член Центральной контрольной комиссии ВКП(б) (1927—1930). В 1931—1938 годах — председатель ЦИК Грузинской ССР, одновременно в 1931—1936 годах — председатель ЦИК ЗСФСР от Грузии.

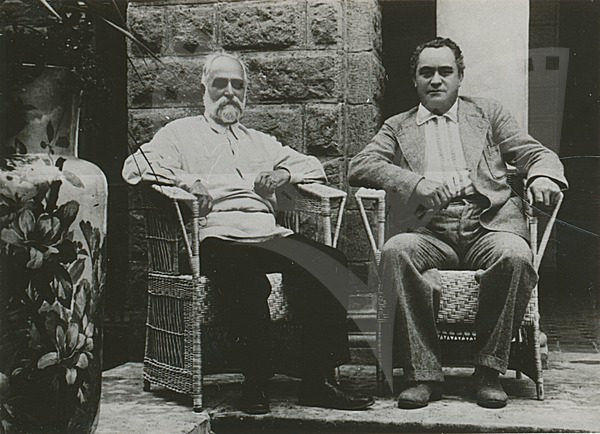
Филипп Махарадзе и Георгий Димитров, Боржоми, Грузинская ССР, 1934 год

С июля 1938 года — председатель Президиума Верховного Совета Грузинской ССР.
10 декабря 1941 года скончался в Тбилиси. Был похоронен в Пантеоне Мтацминда, но в 1989 году перезахоронен оттуда.
Махарадзе — автор сочинений об истории Грузии и партии большевиков.

## Память
Имя Филиппа Махарадзе носил город Озургети (1934—1989), а также улица в Тбилиси (ныне — улица Геронтия Кикодзе).
В Тбилиси Махарадзе установлена мемориальная доска (улица Геронтия Кикодзе, 11).
В 1957 году в городе Шемокмеди, в мемориальном доме, где родился Филипп Махарадзе, был основан Дом-музей Ф. И. Махарадзе. Собрание музея составляло около трёх тысяч музейных предметов. Экспозиция, расположенная в четырёх залах, знакомила с детскими и юношескими годами Махарадзе, его революционной деятельностью и работе в советское время. Был ликвидирован в 1990-е гг..

## Личная жизнь
Жена: Смольнякова Нина Прокофьевна (1882—1951), общественный деятель и педагог, литературовед. Среди её учеников был Владимир Маяковский, которого она подготовила к поступлению в кутаисскую гимназию. Дочь Русудан умерла малолетней от болезни в 1906 году в Берлине.
Сын: Арчил Филиппович Махарадзе (1908—1979) — инженер-полковник, специалист по корабельным двигателям, лауреат Сталинской премии.

## Награды
- орден Ленина (24.02.1941)[8]
- орден Трудового Красного Знамени ЗСФСР[8]